# الاین تری
 الاین تری (انگلیسی: Aline Terry؛ زاده ) یک تنیس‌باز اهل ایالات متحده آمریکا است.